# Världsutställningen 1885

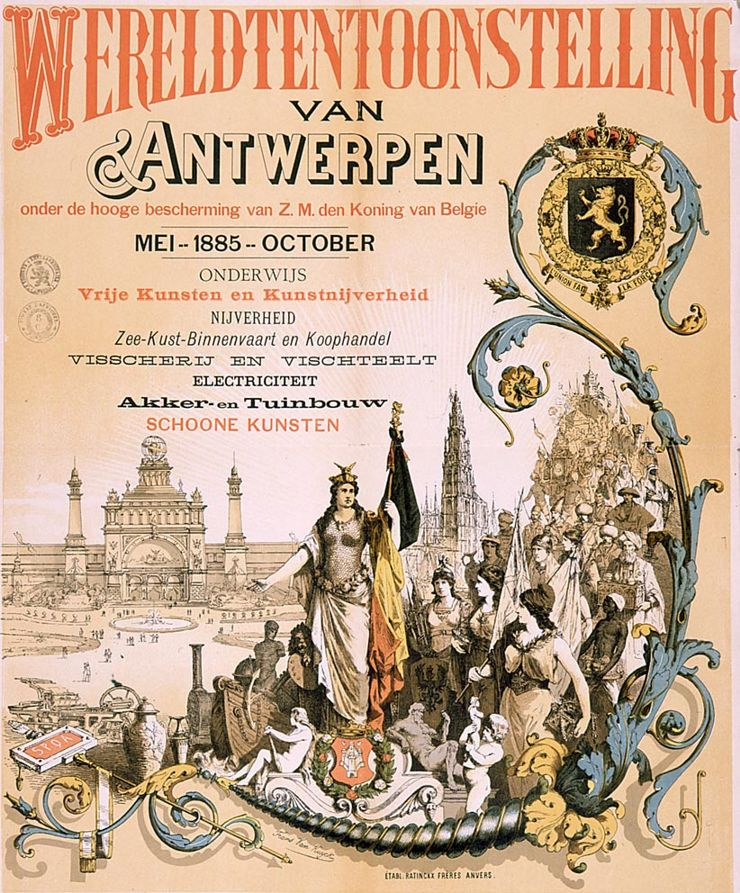
Utställningsplakat.

Världsutställningen 1885, Exposition Universelle d'Anvers (franska), Wereldtentoonstelling van Antwerpen (nederländska), var en världsutställning 1885 i Antwerpen, Belgien. Utställningen varade från 2 maj till 2 november och hölls i södra delen av Antwerpen på en yta av 22 hektar. Utställningen hade ungefär 3,5 miljoner besökare och utöver utställare från värdlandet deltog 35 främmande länder, inklusive bland andra Brasilien, Frankrike med kolonier, Italien, Kanada, Norge, Ryssland, Storbritannien, Sverige, Tyskland och Österrike.

### Fotnoter
1. ↑  Exotopia - The Belgian World Fairs, The Royal Belgian Film Archive, 2008, s. 42-43 (följebok till DVD-utgivna filmklipp från belgiska världsutställningar) (engelska) (franska) (nederländska)